# Under the Pink
Under the Pink är det andra studioalbumet av Tori Amos, utgivet 31 januari 1994 på Atlantic Records.
Albumet producerades av Amos tillsammans med Eric Rosse, som även hade varit med och producerat Amos debutalbum. Under the Pink gick direkt in på förstaplatsen på brittiska albumlistan, medan singeln "Cornflake Girl" nådde fjärdeplatsen på brittiska singellistan. De övriga singlarna från albumet var "God", "Pretty Good Year" och "Past the Mission", där den sistnämnda innehåller gästsång av Nine Inch Nails-frontiguren Trent Reznor. En dubbel specialutgåva har lanserats exklusivt i Australien och Nya Zeeland, betitlad More Pink: The B-Sides.

## Låtlista
Alla låtar är skrivna och komponerade av Tori Amos. 
| Nr  | Titel              | Längd |
| --- | ------------------ | ----- |
| 1.  | Pretty Good Year   | 3:25  |
| 2.  | God                | 3:58  |
| 3.  | Bells for Her      | 5:20  |
| 4.  | Past the Mission   | 4:05  |
| 5.  | Baker Baker        | 3:20  |
| 6.  | The Wrong Band     | 3:03  |
| 7.  | The Waitress       | 3:09  |
| 8.  | Cornflake Girl     | 5:06  |
| 9.  | Icicle             | 5:47  |
| 10. | Cloud on My Tongue | 4:44  |
| 11. | Space Dog          | 5:10  |
| 12. | Yes, Anastasia     | 9:33  |

## Listplaceringar
| Listor (1994)               | Högsta placering |
| --------------------------- | ---------------- |
| Australiensiska albumlistan | 5                |
| Brittiska albumlistan       | 1                |
| Nederländska albumlistan    | 10               |
| Nyzeeländska albumlistan    | 15               |
| Schweiziska albumlistan     | 11               |
| Svenska albumlistan         | 15               |
| USA Billboard 200           | 12               |
| Österrikiska albumlistan    | 6                |

## Medverkande
| - John Acevedo - altfiol - Tori Amos - sång, piano, orgel, producent - Steve Caton - gitarr - Merry Clayton - sång ("Cornflake Girl") - Steve Clayton - gitarr, mandolin ("Cornflake Girl") - Paulinho Da Costa - slagverk - Ross Cullum - mixning - Shaun De Feo - assisterande ljudtekniker - John Fundi - assisterande ljudtekniker - Dominique Genova - kontrabas - Michael Harrison - fiol - Melissa Hasin - cello - John Beverly Jones - inspelning (piano, sång, stråkar, slagverk) - Kevin Killen - mixning - Ezra Klinger - fiol - Dane Little - cello - Bob Ludwig - mastering | - Avril McIntosh - assisterande mixning - Paul McKenna - programmering ("The Waitress"), inspelning (bas, trummor) - Cynthia Morrow - altfiol - Carlo Nuccio - trummor - Cindy Palmano - fotografi, omslag - George Porter Jr. - bas - Alan Reinl - design - Chris Reutinger - fiol - Trent Reznor - sång ("Past the Mission") - Jimbo Ross - altfiol - Eric Rosse - programmering, inspelning (gitarr, övrigt), producent - Nancy Roth - fiol - John Philip Shenale - stråkarrangemang - Scott Smalley - dirigent - Nancy Stein-Ross - cello - Francine Walsh - fiol - John Wittenberg - fiol |